# Salem (Arkansas, Saline megye)
Salem statisztikai település az Amerikai Egyesült Államok Arkansas államában, Saline megyében. Lakosainak száma 2544 fő (2020. április 1.).

## Népesség
A település népességének változása:

| 2010 | 2 607 |
| 2020 | 2 544 |